# Welyki Berehy
Welyki Berehy (ukrainisch Великі Береги; russisch Великие Береги/Welikije Beregi; slowakisch Berehy, Veľký Bereg, ungarisch Nagybereg) ist ein Dorf im Südwesten der ukrainischen Oblast Transkarpatien mit etwa 2500 Einwohnern.

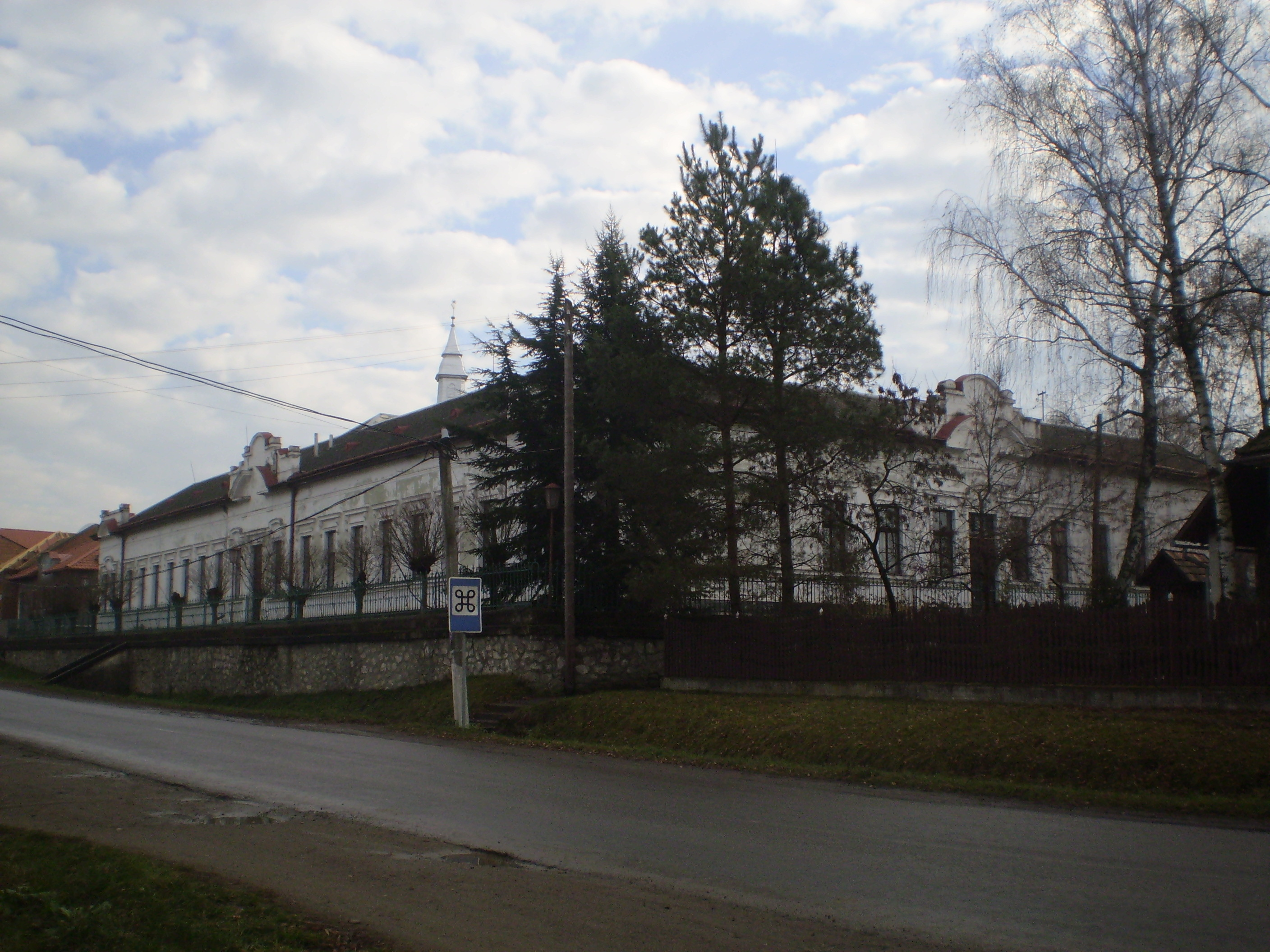
Bereg-Landsitz im Ort

Der Ort liegt im Süden des Rajon Berehowe 10 km östlich vom Rajonzentrum Berehowe und 55 km südlich vom Oblastzentrum Uschhorod. Er wurde 1214 zum ersten Mal schriftlich als Beregu erwähnt, 80 % seiner Einwohner sind ungarischsprachig.
Am 12. Juni 2020 wurde das Dorf zusammen mit 7 umliegenden Dörfern zum Zentrum der neu gegründeten Landgemeinde Welyki Berehy (Великоберезька сільська громада/Welykobereska silska hromada) im Rajon Berehowe. Bis dahin bildete es die Landratsgemeinde Welyki Berehy (Великоберезька сільська рада/Welykobereska silska rada).
Folgende Orte sind neben dem Hauptort Welyki Berehy Teil der Gemeinde:
| Name                     | Name          | Name                              | Name         | Name        | Name    |
| ukrainisch transkribiert | ukrainisch    | russisch                          | slowakisch   | ungarisch   | deutsch |
| ------------------------ | ------------- | --------------------------------- | ------------ | ----------- | ------- |
| Berehujfalu              | Берегуйфалу   | Берегуйфалу (Beregujfalu)         | Nové Selo    | Beregújfalu | -       |
| Kwassowo                 | Квасово       | Квасово                           | Kvasovo      | Kovászó     | -       |
| Nyschni Remety           | Нижні Ремети  | Нижние Реметы (Nischnije Remety)  | Nižní Remety | Alsóremete  | -       |
| Werchni Remety           | Верхні Ремети | Верхние Реметы (Werchnije Remety) | Vyšní Remety | Felsőremete | -       |